# Rhaptopetalum roseum
Rhaptopetalum roseum là một loài thực vật có hoa trong họ Lecythidaceae. Loài này được (Gürke) Engl. miêu tả khoa học đầu tiên năm 1921.